# مرجانه گلچین
مرجانه دلدار گلچین (زادهٔ ۲ اسفند ۱۳۴۷) بازیگر اهل ایران است. وی در هنرستان موسیقی شرکت کرد و در رشتهٔ نوازندگی تئاتر دانش‌آموخته شد. از مهم‌ترین فیلم‌هایی که او بازی کرده می‌توان به پرنده کوچک خوشبختی، شب بیست و نهم و دو نیمه سیب اشاره کرد. او در سال ۱۳۹۲ برای بازی در سریال شاهگوش برندهٔ جایزهٔ بهترین بازیگر زن از جشن حافظ شد. او همچنین با ساز تار آشناست و خوانندگی هم انجام داده است.

## زندگی‌نامه
پدرش افسر نظامی ارتش و مادرش خانه‌دار بود، ولی پدرش را در کودکی از دست داد. خواهرش منیژه دلدار گلچین نام دارد، که در زمینهٔ موسیقی با هم همکاری می‌کنند. گلچین در نوجوانی به هنرستان موسیقی رفت و در رشتهٔ تخصصی نوازندگی تار دانش‌آموخته شد. او با تشویق و حمایت خواهرش منیژه که در آن زمان بازیگر بود، به بازیگری در تئاتر پرداخت. با بازی در مجموعهٔ تلویزیونی آینه پا به تلویزیون گذاشت و پس از آن در چند سریال تلویزیونی دیگر و در سینما به ایفای نقش پرداخت.
گلچین برای مدتی حدود ده سال در کشور انگلیس زندگی کرد. از سال (۱۳۷۴ تا سال ۱۳۸۳) از سینما و تلویزیون فاصله گرفت و بعد از بازگشت برای اولین بار در سریال کلانتر بازی کرد. او دانش‌آموختهٔ کارگردانی سینما از دانشکدهٔ سوره است. وی برادرزادهٔ نادر گلچین خوانندهٔ ایرانی، و دخترعموی نادیا دلدار گلچین بازیگر ایرانی است.

## فیلم‌شناسی

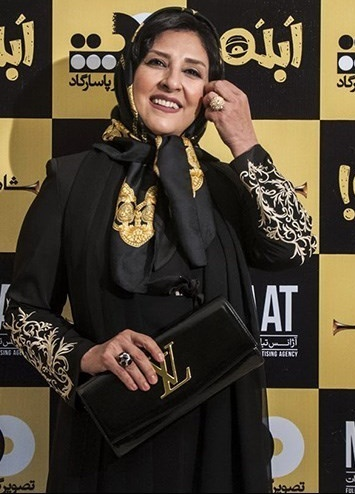
مرجانه گلچین

### سینما
- شاباش (۱۳۹۳، حامد کلاهداری)
- خنده در باران (۱۳۸۹، داریوش فرهنگ)
- شیرین (۱۳۸۷، عباس کیارستمی)
- متهم (۱۳۷۵، کریم آتشی)
- دام (۱۳۷۴، جلال مهربان)
- سلام به انتظار (۱۳۷۴، کریم آتشی)
- بی‌قرار (۱۳۷۳، مجید قاری زاده)
- عروسی خون (۱۳۷۳، مجید جوانمرد)
- مجازات (۱۳۷۳، جهانگیر جهانگیری)
- ضربه طوفان (۱۳۷۲، علی قوی تن)
- چشمهایم برای تو (۱۳۷۱، خسرو شجاعی)
- چهارشنبه عزیز (۱۳۷۱، حمید تمجیدی)
- دو نیمه سیب (۱۳۷۰، کیانوش عیاری)
- دیدار در استانبول (۱۳۷۰، افشین شرکت)
- دو سرنوشت (۱۳۶۸، مهران تأییدی)
- رانده شده (۱۳۶۸، جهانگیر جهانگیری)
- شب بیست و نهم (۱۳۶۷، حمید رخشانی)
- پرنده کوچک خوشبختی (۱۳۶۶، پوران درخشنده)
- گل مریم (۱۳۶۶، حسن محمدزاده)
- قصه زندگی (۱۳۶۵، خسرو شجاعی)

### تلویزیون
| سال  | نام                           | کارگردان                | شبکه پخش‌کننده                                              |
| ---- | ----------------------------- | ----------------------- | ---------------------------------------------------------- |
| ۱۴۰۱ | چشم‌بندی                       | شاهد احمدلو             | شبکه ۳                                                     |
| ۱۴۰۰ | بوتیمار                       | علیرضا نجف‌زاده          | شبکه ۳                                                     |
| ۱۳۹۹ | پرگار                         | شهرام شاه حسینی         | شبکه ۱                                                     |
| ۱۳۹۸ | زوج یا فرد                    | علیرضا نجف‌زاده          | شبکه ۳                                                     |
| ۱۳۹۷ | آرماندو                       | احسان عبدی پور          | شبکه ۱                                                     |
| ۱۳۹۶ | شب عید                        | سعید آقاخانی            | شبکه ۱                                                     |
| ۱۳۹۴ | نفس گرم                       | محمدمهدی عسگرپور        | شبکه ۱                                                     |
| ۱۳۹۱ | دزد و پلیس                    | سعید آقاخانی            | شبکه ۳                                                     |
| ۱۳۹۰ | نقطه سر خط                    | سعید آقاخانی            | شبکه ۳                                                     |
| ۱۳۹۰ | سه دونگ، سه دونگ              | شاهد احمدلو             | شبکه ۵/مناسبتی رمضان                                       |
| ۱۳۸۹ | راه در رو                     | سعید آقاخانی            | شبکه ۳/پخش در نوروز ۹۰                                     |
| ۱۳۸۹ | خوش‌نشین‌ها                     | سعید آقاخانی            | شبکه ۳                                                     |
| ۱۳۸۸ | دارا و ندار                   | مسعود ده‌نمکی            | شبکه ۵/پخش در نوروز ۸۹                                     |
| ۱۳۸۸ | شمس‌العماره                    | سامان مقدم              | شبکه ۲                                                     |
| ۱۳۸۷ | بزنگاه                        | رضا عطاران              | شبکه ۳/مناسبتی رمضان                                       |
| ۱۳۸۵ | زیرزمین                       | علیرضا افخمی            | شبکه ۳/مناسبتی رمضان                                       |
| ۱۳۸۴ | کلانتر ۲                      | محسن شاه‌محمدی           | شبکه ۱/اپیزود سهراب                                        |
| ۱۳۸۴ | پنجره                         | سید وحید حسینی          | بازی در اپیزودِ «بعد از طلاق» برنامهٔ «سیمای خانواده» شبکهٔ ۱ |
| ۱۳۷۸ | سقوط                          | کریم آتشی               | شبکه ۲پخش در دهه فجر                                       |
| ۱۳۷۵ | گریز                          | کریم آتشی               | شبکه ۱                                                     |
| ۱۳۷۴ | تازیانه بر باد                | اکبر صادقی              | شبکه ۱                                                     |
|      |                               |                         |                                                            |
| ۱۳۷۱ | گزارش، نقطه صفر               | محسن شاه‌محمدی           | شبکه ۱                                                     |
| ۱۳۶۸ | ازدواج پر ماجرا               | شیرین جاهد              | شبکه ۱پخش در نوروز ۶۹                                      |
| ۱۳۶۸ | چراغ خانه                     | منوچهر پوراحمد          | شبکه ۱                                                     |
| ۱۳۶۸ | سلامتی چه خوبه!               | علیرضا خمسه ایرج طهماسب | شبکه ۱گروه کودک و نوجوان                                   |
| ۱۳۶۶ | درخت دوستی                    | سعید خاکسار             | شبکه ۲                                                     |
| ۱۳۶۴ | آئینه                         | غلامحسین لطفی           | شبکه ۱                                                     |
| ۱۳۶۴ | تله‌تئاتر «حنایی و روباه مکار» | کریم اکبری مبارکه       | کارگردان تلویزیونی: «مهوش جزایری»                          |

### شبکهٔ خانگی
| سال  | نام              | کارگردان        |
| ---- | ---------------- | --------------- |
| ۱۴۰۳ | بامداد خمار      | نرگش آبیار      |
| ۱۴۰۲ | تی‌ان‌تی(تاک شو)   | حامد آهنگی      |
| ۱۴۰۱ | پدر گواردیولا    | سعید نعمت‌الله   |
| ۱۴۰۱ | آنتن             | ابراهیم عامریان |
| ۱۴۰۰ | شب آهنگی(تاک شو) | حامد آهنگی      |
| ۱۳۹۹ | موچین            | حسین تبریزی     |
| ۱۳۹۲ | شاهگوش           | داوود میرباقری  |

### تئاتر
- کردکان
- سوگ سیاوش
- آخرین اسفندیار
- عاشقانه با پای برهنه
- بیژن و منیژه
- رابعه
- آخرین امپراتور
- استقبال از بوزینه جان الدوله

### تله‌فیلم
- به نام غزاله (محسن شاه محمدی) ۱۳۹۵
- واقعیت‌های نصفه و نیمه (واقعیت پوشالی)
- یک دماغ ناقابل (مجتبی چراغعلی) (۱۳۹۱)
- پل (عباس بابویهی) (۱۳۸۷)
- همچون مروارید در صدف (مهدی خیابانی) (۱۳۹۰)

### رادیو
- رادیو ایران (صدای عبرت)
- چند قدم به زندگی (صدای آشنا)
- رادیو قرآن و معارف
- رادیو ورزش

### صداپیشگی
- انیمیشن: شب قبل از کریسمس

## جوایز و افتخارات
- برندهٔ بهترین بازیگر نقش اول زن از چهاردهمین جشن دنیای تصویر برای بازی در سریال شاهگوش
- برندهٔ بهترین بازیگر ۱۰ سال گذشته در برنامهٔ مردمی سه‌ستاره از شبکهٔ سهٔ سیما در سال ۱۳۹۲
- برندهٔ بهترین بازیگر زن در برنامهٔ سه‌ستاره در سال ۱۳۹۴
- برندهٔ بهترین بازیگر نقش اول زن در جشن تلویزیونی جام جم برای سریال سه‌دنگ سه‌دنگ و سریال شمس‌العماره